# Sándor Mihály (újságíró)
Sándor Mihály, született Sonnenfeld Miksa Dávid (Budapest, 1874. július 9. – Budapest, 1928. március 22.) újságíró. 

## Élete
Sonnenfeld Simon (1838–1937) textilkereskedő és Rosenbaum Regina fia. Középiskolai és egyetemi tanulmányait szülővárosában végezte, s jogi diplomát szerzett. 1902-től a Magyar Szó, majd a Budapesti Napló, a Világ munkatársa, a Pester Lloyd, a Neues Budapester Abendblatt és a Politisches Volksblatt parlamenti tudósítója. Az első világháború után Az Est Lapok munkatársaként működött. Főként politikai cikkeket írt, de vezette a sportrovatot is. Az újságírók szervezeti életében jelentős szerepet játszott. Az Újságírók Kórház- és Szanatórium Egyesületének alelnöke, az Újságírók Egyesületének és a Magyarországi Hírlapírók Nyugdíjintézetének igazgatósági tagja volt. 

## Magánélete
Házasságot kötött 1909. április 8-án Budapesten, a Terézvárosban Glück Mór és Neumann Fanni lányával, Gizellával. 1919-ben mindkettőjüket örökbe fogadta özv. Rosenbaum Simonné.